# Nelson H. Barbour
Nelson H. Barbour nascut a Toupsville (Nova York, Estats Units), (1824-1905 a 1908) fou un predicador adventista americà d'origen mil·lenarista. Principalment conegut per la seva associació amb Charles Taze Russell.
Des de l'edat dels 19 anys es posà a treballar en la predicació independent i s'interessà per l'ensenyament religiós passant successivament per diferents grups.
Editar les revistes The Midnight Cry i The Herald of the Morning i destacar per les seves especulacions sobre la fi del món, reinterpretant profecies de la bíblia i donant noves dates cronològiques sorprenents.

## El crit de Mitja Nit
Barbour era l'editor de la revista adventista The Midnight Cry (El Crit de mitjanit) que tenia una difusió d'uns 15.000 exemplars. Barbour proclamava en els seus articles que Jesús tornaria de manera visible cap a l'any 1874. Quan arribà la data esperada i Jesús no aparegué, Barbour quedà perplex i els seus lectors minvaren a aproximadament només 300.
Un dels pocs lectors fidels a la publicació fou B.W. Kieth que més tard arribà a ser un escriptor i col·laborador de la revista Watch Tower de Russell. Ell havia descobert que en la traducció de Benjamín Wilson la paraula parusia, traduït tradicionalment com vinguda, era traduïda com a presència. Va suggerir a Barbour que ell tenia la data correcta per la tornada de Crist l'any 1874, però que havia esperat incorrectament una tornada visible. Barbour acceptar llavors que Jesús estava present de manera invisible des de l'any 1874. La major part dels seus lectors adventistes no acceptaren aquesta explicació, però una persona que si arribaria a acceptar-la fou Charles Taze Russell. El mes d'octubre de 1874, la revista cessà la seva publicació.

## Relació amb Charles Taze Russell

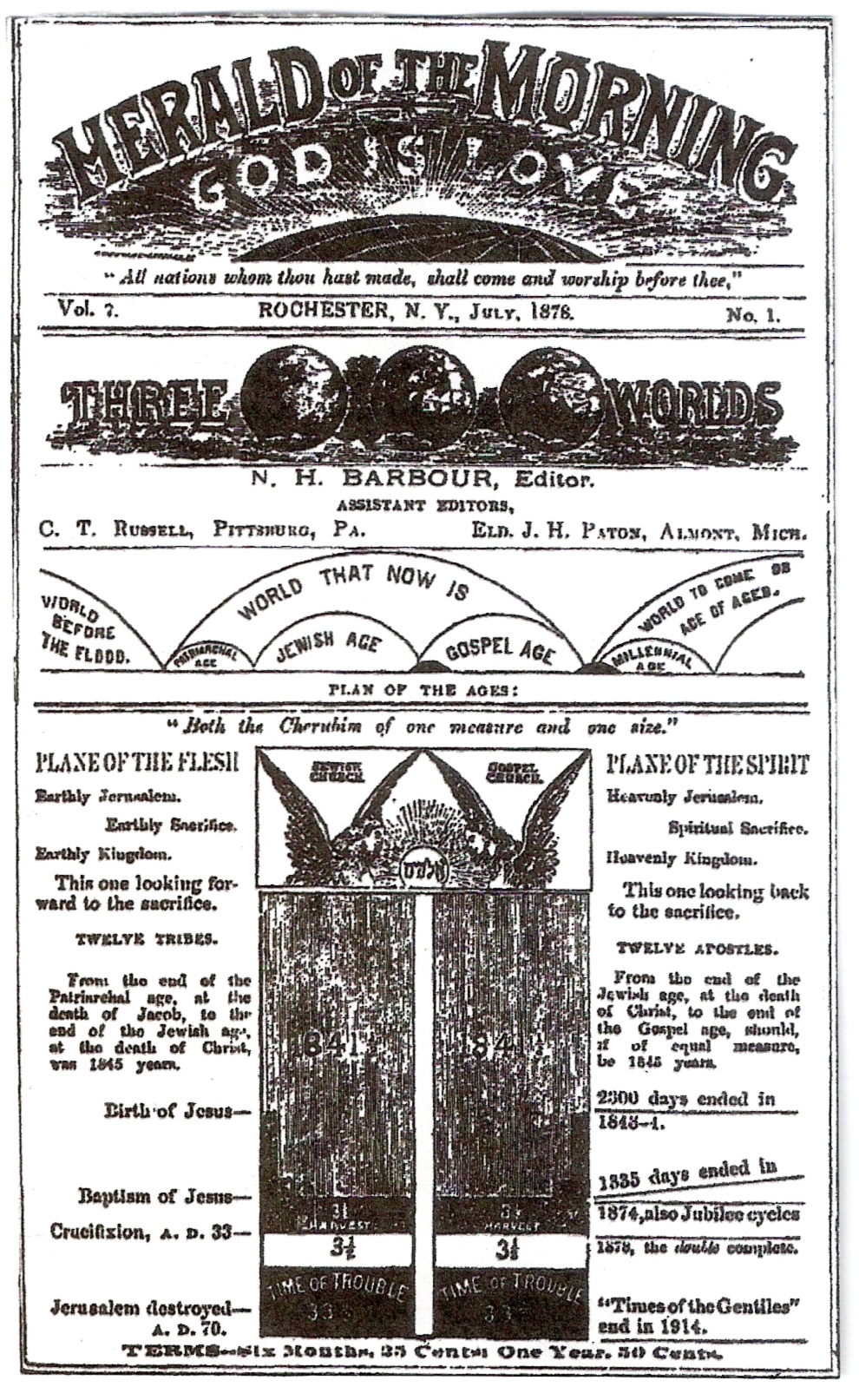
Coberta de The Herald of the morning.

El 1875, Barbour, inicià la publicació d'una nova revista amb el nom de The Herald of the Morning (L'Herald de l'Alba).
L'any 1876 Charles Taze Russell després d'haver rebut un exemplar de la revista, quedà impressionat pels punts de vista de Barbour referents a la presència invisible de Crist. Els dos autors es reuniren i Russell acceptà tots els càlculs cronològics de Barbour, inclòs el seu càlcul dels Temps dels gentils. Quan encara era a Filadèlfia (Pennsilvània), Russell va escriure un article titulat Gentile Times : When do They End? (Els temps dels gentils ¿Quan acabaran?) que fou publicat en el diari de George Storrs Bible Examiner (L'Examinador de la Bíblia) a l'octubre de 1876.
Barbour i Russell van col·laborar en el món editorial i el jove Russell arribà a ser l'ajudant de redacció de la revista The Herald of the Morning. L'any 1877, Russell i Barbour publiquen junts un llibre titulat "Three worlds or Plan of Redemption" (Tres Mons o Pla de Redempció) on proposen la data del 1914 com la fi dels temps dels gentils.
El 1881, l'amistat dels dos editors es trenca per divergències teològiques. No es parlarien més que per mitjà de les seves respectives publicacions. Barbour continuà publicant la revista "The Herald of the Morning" i morí, anys més tard, entre el 1905 i el 1908.

## Escatologia de Barbour
Barbour afirmava que la història es dividia en tres mons:
- el món primitiu anterior al diluvi.
- el món actual que comprèn des del diluvi fins als nostres dies.
- el món futur que començaria amb el regne de mil anys de Jesucrist (mil·lenni).

Convençut que a finals del segle dinou, es vivia clarament en el final del món actual, veia senyals que certificaven que el nou mil·lenni esmentat a l'apocalipsi estava a prop. També creia que el descobriment del tren de vapor era el compliment de la profecia bíblica de Nahum, on descriu uns carros ràpids com el llamp:
"Pels afores, els carros, corren embogits, van llançats pels ravals fora de la ciutat, semblant torxes enceses, són ràpids com el llamp."
Els coneixements científics havien augmentat tant que segons Barbour resultava possible comprendre els misteris esmentats en el llibre de Job capítol 38: la llum, els astres, els eclipses, les lleis de la gravetat que regulen el sistema solar.
Fets com l'enfoscament del sol el 19 de maig de 1780 sobre Connecticut i Rhode Island i anys més tard el 13 de novembre de 1833, una excepcional pluja d'estrelles que va caure sobre Amèrica del Nord, feren pensar a molts ciutadans que la fi del món actual era imminent. Barbour relacionà aquests fets amb la profecia de l'Evangeli segons Mateu 24:29 on diu: "el sol s'enfosquirà, la Lluna no donarà la llum, les estrelles cauran del cel...". Més tard vincular aquest text amb el de Mateu 24:34 on diu: "Us asseguro que no passarà aquesta generació, sense que tot això hagi succeït... ". A les hores Barbour es preguntà si la generació que havia pogut observar els fenòmens de 1780 i 1833 no seria la que veuria el mil·lenni de Crist.
Una segona interpretació escatològica de Barbour, es basa en la Paràbola de les deu verges de (Mateu 25). Jesús deia que el cel seria semblant a deu verges, cinc sabies i cinc sense seny. Prengueren les seves torxes per anar a trobar l'espòs. Com que tardava, s'adormiren. A mitjanit se sentí un clam: "l'espòs és aquí!". Les verges es despertaren, però només les sabies que havien portat oli per les torxes pogueren entrar a celebrar el convit de noces.
Per Barbour, les verges eren els diferents grups adventistes i les seves torxes eren la Bíblia, per la que sabien que l'espòs (el Crist) vindria. El primer moviment fou la gran decepció de 1843-1844. El son de les verges fou la crisi de l'adventisme que seguí. El "crit de mitjanit" fou l'anunci de la tornada del Crist cap a l'any 1873, a la meitat d'un "temps de retard" de trenta anys.
Per aquest període de trenta anys, Barbour trobar dos textos bíblics que el recolzaven: Gènesi 15:13 on s'enunciava que Israel estaria captiu a Egipte durant 400 anys, però després en Èxode 12:41 s'esmenta un captiveri de 430 anys; també en el naixement de Jesús, els àngels i els pastors declararen que el salvador havia nascut, però fou necessari esperar 30 anys més, avanç de què començara la seva acció pública.